# دیوید کالینگز
دیوید کالینگز (انگلیسی: David Collings؛ زادهٔ ۴ ژوئن ۱۹۴۰) هنرپیشه اهل کشور بریتانیا است.
از فیلم‌هایی که وی در آن نقش داشته است می‌توان به سی و نه پله، مالر و اسکروچ اشاره کرد.